# Not Now John
"Not Now John" er en sang fra Pink Floyds album The Final Cut. Sangen er den eneste på albummet, hvor David Gilmour optræder som sanger; Gilmour synger omkvædet, og Waters synger versene (alle andre sange på albummet er sunget udelukkende af Roger Waters). Sangen blev udgivet som en single i en modificeret udgave, hvor ordet "fuck" var blevet utydeliggjort.

## Musikvideo
Musikvideoen til sangen handler om et japansk barn, der går gennem en fabrik for at finde en soldat. Barnet konfronteres med fabriksarbejdere, der spiller kort og geishapiger, før han falder ned fra et stillads og dør. Herefter han bliver fundet af en veteran fra 2. verdenskrig (spillet af Alex McAvoy som også spillede skolelæreren i Pink Floyd The Wall).

## Komposition
I modsætning til størstedelen af de andre numre på The Final Cut, går "Not Now John" gennem det meste af nummeret i et hurtigere og mere fremdrevent tempo. Gilmour og Waters delte vokalerne på samme måde som i nummeret "Comfortably Numb" fra The Wall, og de repræsenterer forskellige "karakterer" eller synsvinkler – Gilmour er den egoistiske uvidende lægmand, mens Waters er den intellektuelle, ansvarlige iagttager af verdens ulykker. Dog synger Waters vers, der tæt på slutningen af sangen tilknytter sig Gilmours karakter. Sangen blev sunget udelukkende af Roger Waters under de tidlige stadier af albummet. Ligesom alle de andre numre på The Final Cut, var "Not Now John" skrevet og komponeret udelukkende af Roger Waters. Det er det eneste nummer på albummet, der ikke udelukkende præsenterer Waters på vokal.

## Single
"Not Now John" blev udsendt som en single d. 3. maj, 1983. Ordene "fuck all that", som dannede den første sætning i sangen og blev gentaget adskillige gange i de senere vers, blev erstattet med "stuff all that" af Gilmour og de kvindelige baggrundssangere.
"The Hero's Return" blev udgivet som B-siden og præsenterede et ekstra vers, der ikke var inkluderet på albummet. En 12" single blev udgivet i Storbritannien, der præsenterede de to 7" spor på side 1 og albumudgaven af "Not Now John" på side 2. Singlen kulminerede som nummer 30 på den britiske og nummer 7 på den amerikanske Top Tracks rock-hitliste.
1. "Not Now John" (singleudgaven) – 4:12
2. "The Hero's Return (del 1 og 2)" – 2:32
3. "Not Now John" (albumudgaven) – 4:56 (kun på 12" singlen)

## Personale
- Roger Waters – lead vokal, båndoptager, synthesizer
- David Gilmour – lead vokal, basguitar, guitar
- Nick Mason – trommer
- Andy Bown – hammondorgel